# 고비역
고비역(일본어: 古井駅)은 일본 기후현 미노카모시에 있는 도카이 여객철도 다카야마 본선의 역이다. 상대식 승강장 2면 2선을 가지는 지상역이며, 미노오타역 관리하에 있는 무인역이다.

## 타는 곳
| 1 | ■ 다카야마 본선 | 상행 | 미노오타 · 기후 방면 |
| 2 | ■ 다카야마 본선 | 하행 | 게로 · 다카야마 방면 |

## 역 주변
- 주로쿠 은행 고비 지점
- 미노카모 시립 히가시 도서관
- 국도 제41호선

## 인접 정차역
| 도카이 여객철도 다카야마 본선 | 도카이 여객철도 다카야마 본선 | 도카이 여객철도 다카야마 본선     |
| ----------------------------- | ----------------------------- | --------------------------------- |
| 미노오타 기후 방면            | ■ 다카야마 본선               | 나카카와베 다카야마·이노타니 방면 |